# Феликс Којадиновић
Феликс Којадиновић (Босанска Градишка, СФРЈ 12. јун 1979) је бивши босанскохерцеговачки и српски кошаркаш. Играо је на позицији бека.